# Canton de Geaune
Le canton de Geaune est  une ancienne division administrative française située dans le département des Landes et la région Aquitaine. Il a été supprimé par le nouveau découpage cantonal entré en vigueur en 2015.

## Géographie
Ce canton était organisé autour de Geaune dans l'arrondissement de Mont-de-Marsan. Son altitude variait de 69 m (Bats) à 237 m (Lauret) pour une altitude moyenne de 156 m.

## Communes
Le canton de Geaune comprenait dix-sept communes et comptait 4 513 habitants (population municipale) au 1er janvier 2011.
| Nom              | Code Insee | Intercommunalité   | Superficie (km2) | Population (dernière pop. légale) | Densité (hab./km2) |
| ---------------- | ---------- | ------------------ | ---------------- | --------------------------------- | ------------------ |
| Arboucave        | 40005      | CC Chalosse Tursan | 9,89             | 201 (2014)                        | 20                 |
| Bats             | 40029      | CC Chalosse Tursan | 7,35             | 310 (2014)                        | 42                 |
| Castelnau-Tursan | 40072      | CC Chalosse Tursan | 9,27             | 194 (2014)                        | 21                 |
| Clèdes           | 40083      | CC Chalosse Tursan | 6,84             | 121 (2014)                        | 18                 |
| Geaune           | 40110      | CC Chalosse Tursan | 10,53            | 694 (2014)                        | 66                 |
| Lacajunte        | 40136      | CC Chalosse Tursan | 5,63             | 153 (2014)                        | 27                 |
| Lauret           | 40148      | CC Chalosse Tursan | 7,34             | 90 (2014)                         | 12                 |
| Mauries          | 40174      | CC Chalosse Tursan | 5,49             | 94 (2014)                         | 17                 |
| Miramont-Sensacq | 40185      | CC Chalosse Tursan | 25,32            | 350 (2014)                        | 14                 |
| Payros-Cazautets | 40219      | CC Chalosse Tursan | 6,35             | 105 (2014)                        | 17                 |
| Pécorade         | 40220      | CC Chalosse Tursan | 4,17             | 145 (2014)                        | 35                 |
| Philondenx       | 40225      | CC Chalosse Tursan | 9,66             | 210 (2014)                        | 22                 |
| Pimbo            | 40226      | CC Chalosse Tursan | 10,89            | 205 (2014)                        | 19                 |
| Puyol-Cazalet    | 40239      | CC Chalosse Tursan | 4,59             | 112 (2014)                        | 24                 |
| Samadet          | 40286      | CC Chalosse Tursan | 26,19            | 1 137 (2014)                      | 43                 |
| Sorbets          | 40305      | CC Chalosse Tursan | 11,88            | 199 (2014)                        | 17                 |
| Urgons           | 40321      | CC Chalosse Tursan | 11,53            | 262 (2014)                        | 23                 |

## Administration

### Conseillers généraux de 1833 à 2015
| Période | Période      | Identité              | Étiquette                         | Qualité                                                                                               |
| ------- | ------------ | --------------------- | --------------------------------- | --- |
| 1833    | 1868 (décès) | Jean-Baptiste Carenne |                                   | Juge d'instruction à Saint-Sever puis conseiller à la Cour Impériale de Pau Propriétaire à Horsarrieu |
| 1868    | 1871         | Eugène L'Huillier     | Conservateur                      | Propriétaire, maire de Bahus-Soubiran                                                                 |
| 1871    | 1880         | Louis Gaye            | Droite                            | Docteur en médecine à Samadet                                                                         |
| 1880    | 1904         | Eugène L'Huillier     | Conservateur                      | Maire de Bahus-Soubiran                                                                               |
| 1904    | 1940         | Léon Beaumont         | RG                                | Médecin - Maire de Geaune Nommé membre de la Commission administrative départementale en 1941         |
|         |              |                       |                                   | |
| 1943    | 1945         | Jean Despons          |                                   | Charron Maire de Bats Nommé conseiller départemental en 1943                                          |
|         |              |                       |                                   | |
| 1945    | 1955         | Léon Beaumont         | Rad. puis RGR                     | Médecin - Maire de Geaune                                                                             |
| 1955    | 1979         | Raymond Lafenêtre     | MRP puis CD puis CDP puis UDF-CDS | Entrepreneur de travaux publics Maire de Geaune (1947-1983)                                           |
| 1979    | 2004         | Jean Sarramagnan      | RPR puis UMP                      | Agriculteur, viticulteur Maire de Miramont-Sensacq jusqu'en 2008                                      |
| 2004    | 2015         | Gilles Couture        | PS                                | Enseignant détaché au sport Maire de Geaune depuis 2008                                               |

### Conseillers d'arrondissement (de 1833 à 1940)
Le canton de Geaune appartenait à l'arrondissement de Saint-Sever jusqu'à sa disparition en 1926.
| Période                                  | Période | Identité        | Étiquette          | Qualité |
| ---------------------------------------- | ------- | --------------- | ------------------ | --- |
| 1833                                     | 1845    | M. Duviella     |                    | Greffier de la justice de paix, Geaune                                                                      |
| 1845                                     | 1848    | M. Périssault   |                    | Avocat, propriétaire à Bats                                                                                 |
|                                          |         |                 |                    | |
| 1886                                     |         | Marcelin Barros | Républicain        | Maire de Geaune                                                                                             |
|                                          |         |                 |                    | |
|                                          | 1919    | M. Vielle       | RG                 | |
| 1919                                     | 1928    | M. Lasserre     | Républicain        | |
| 1928                                     | 1935    | Paul Lamarcade  |                    | Propriétaire, maire de Miramont-Sensacq                                                                     |
| 1935                                     | 1940    | Louis Baradat   | Républicain modéré | Médecin-vétérinaire, maire de Samadet                                                                       |
| 1940                                     |         |                 |                    | Les conseils d'arrondissement ont été suspendus par la loi du 12 octobre 1940 et n'ont jamais été réactivés |
| Les données manquantes sont à compléter. |         |                 |                    | |

## Démographie
| 1962  | 1968  | 1975  | 1982  | 1990  | 1999  | 2006  | 2011  | - |
| ----- | ----- | ----- | ----- | ----- | ----- | ----- | ----- | - |
| 4 475 | 4 812 | 4 549 | 4 391 | 4 339 | 4 214 | 4 353 | 4 513 | - |